# Северный военный округ (Израиль)
Северный военный округ (ивр. פיקוד הצפון‎) — региональный командный центр Армии обороны Израиля, ответственный за северную границу Израиля с Ливаном и Сирией. Командование находится в главной штаб-квартире в Цфате, и несёт ответственность за все подразделения, расположенные между Хермоном на севере и Нетанией в центре страны, со значительным присутствием в Галилее и на Голанских высотах.

## История
Северный округ был создан в конце Войны за независимость — как часть структуры регионального командования армией (на основе Хаганы). До Шестидневной войны округ в основном отвечал за район границы с Сирией. В Шестидневной войны занимался командованием захвата Голанских высот и северной части Западного берега реки Иордан. После войны Судного дня, во время войны на истощение руководил действиями против Сирии до заключения Соглашения о перемирии в 1974 году.

## Структура округа

### Штаб командования
Округ возглавляет Командующий округом (ивр. מפקד הפיקוד‎ мефаке́д ха-пику́д) в звании генерал-майора, и его штаб управляется главой штаба округа (ивр. רמ"ט‎ рама́т) в звании бригадного генерала. В состав штаба входят:
- Начальник оперативного отдела округа (ивр. קצין אג"ם‎ кцин ага́м);
- Начальник разведывательного отдела округа (ивр. קמ"ן‎ кама́н);
- Начальник отдела личного состава округа (ивр. קשל"פ‎ кашла́п);
- Начальник отдела тылового обеспечения округа (ивр. קל"פ‎ кала́п);
- Начальник отдела боевой техники округа (ивр. מחש"פ‎ махша́п);
- Начальник отдела связи и электроники округа (ивр. מקשא"פ‎ макша́п);
- Начальник военно-инженерного отдела округа (ивр. מהנ"פ‎ маhана́п);
- Начальник артиллерийского отдела округа (ивр. מת"פ‎ мата́п);
- Начальник медицинского отдела округа (ивр. מר"פ‎ мара́п);
- Начальник военной полиции округа (ивр. ממצ"פ‎ мамца́п) (подчинён Командованию Военной полиции);
- Юридический советник округа (ивр. יועמ"ש‎ йоама́ш) (подчинён Департаменту международного права Военной прокуратуры).

### Части поддержки и обслуживания округа

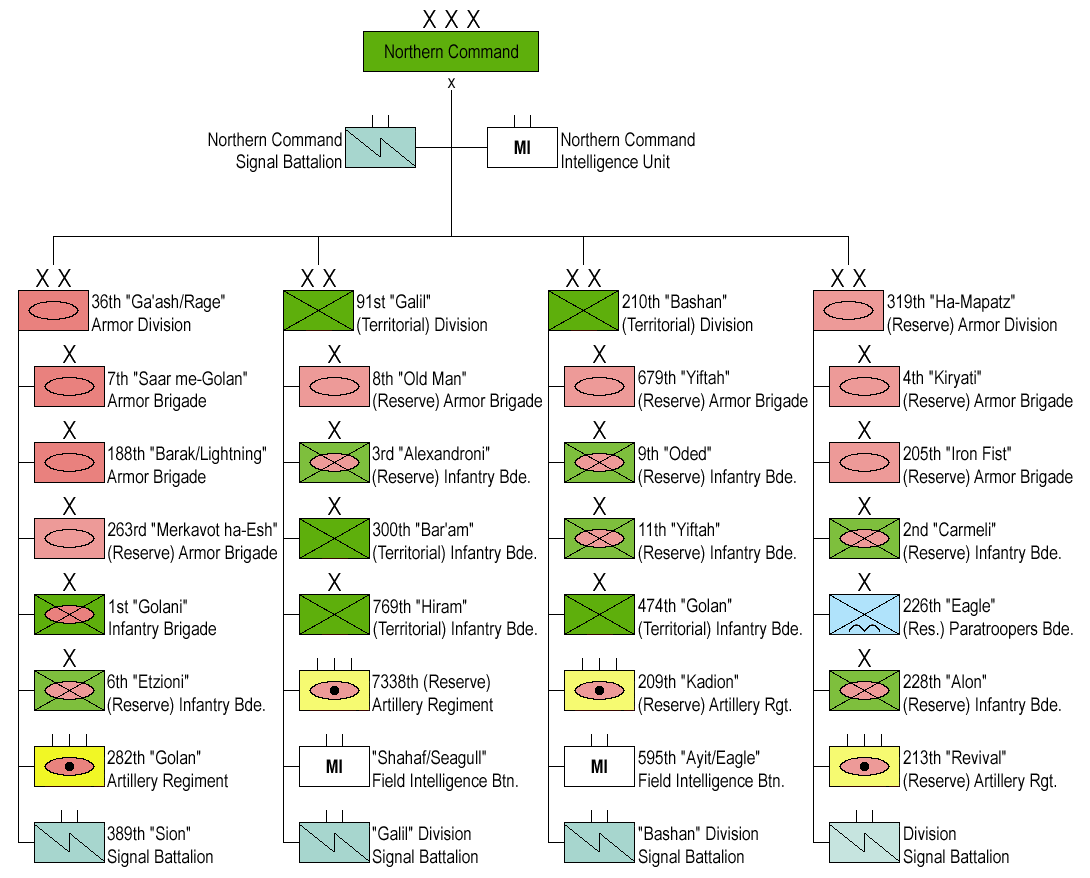
Состав округа на 2017 год.

В прямом подчинении штабу Командования находятся:
- Тренировочная база округа «Эльяки́м»;
- 5001-я территориальная часть тылового обеспечения (ивр. אגד לוגיסטי מרחבי‎, сокращённо אלמ"ר альма́р);
- 5002-я территориальная часть тылового обеспечения;
- 5003-я территориальная часть тылового обеспечения;
- 651-я территориальная часть боевой техники (ивр. יחידת חימוש מרחבית‎, сокращённо יחש"ם яхша́м);
- Военно-инженерная часть округа (командиром части является начальник военно-инженерного отдела округа);
- Артиллерийская часть округа (командиром части является начальник артиллерийского отдела округа);
- 541-я медчасть округа (командиром части является начальник медицинского отдела округа);
- 388-я база телекоммуникационного оборудования;
- 371-й батальон связи окружного подчинения;
- Строительная часть округа.

### Боевые соединения
В состав Северного военного округа входит четыре дивизии, в мирное время подчиняющиеся напрямую штабу Командования.
- 36-я бронетанковая дивизия «Гааш» (ивр. עוצבת געש‎);
- 91-я территориальная дивизия «Ха-Галиль» (ивр. עוצבת הגליל‎);
- 210-я территориальная дивизия «Ха-Башан» (ивр. אוגדת הבשן‎);
- 146-я бронетанковая дивизия «Ха-Мапац» (резервная) (ивр. עוצבת המפץ‎).

В военное время может быть принято решение об объединении дивизий в один из двух резервных корпусов, представляющих собой переходное звено командования между округом и дивизиями — Северный корпус и Корпус Генштаба.

## Командующие
| Имя              | Период                           | Комментарий                                                          |
| Моше Кармель     | 1948—1949                        |                                                                      |
| Йосеф Авидар     | 1949—1952                        |                                                                      |
| Моше Даян        | 1952                             |                                                                      |
| Асаф Симхони     | 1952—1954                        |                                                                      |
| Моше Цадок       | 1954—1956                        |                                                                      |
| Ицхак Рабин      | 1956—1959                        |                                                                      |
| Меир Зореа       | 1959—1962                        |                                                                      |
| Авраам Йоффе     | 1962—1964                        |                                                                      |
| Давид Элазар     | 1964—1969                        | Командовал во время Шестидневной войны освобождением Голанских высот |
| Мордехай Гур     | 1969—1972, 1974                  |                                                                      |
| Ицхак Хофи       | 1972—1974                        | Командовал во время войны Судного дня                                |
| Рафаэль Эйтан    | 1974—1977                        |                                                                      |
| Авигдор Бен-Галь | 1977—1981                        |                                                                      |
| Амир Дрори       | 1981—1983                        | Командовал во время операции «Мир Галилее»                           |
| Ури Ор           | 1983—1986                        |                                                                      |
| Йоси Пелед       | 1986—1991                        |                                                                      |
| Ицхак Мордехай   | 1991 — 1994                      | Командовал во время операции «Сведение счётов»                       |
| Амирам Левин     | 1994—1998                        |                                                                      |
| Габи Ашкенази    | 1998—2000                        | Командовал во время вывода войск из Ливана                           |
| Бени Ганц        | 2000—2005                        |                                                                      |
| Уди Адам         | 2005—2006                        | Командовал во время Второй ливанской войны                           |
| Гади Айзенкот    | 2006—2011                        |                                                                      |
| Яир Голан        | 2011 — 2014                      |                                                                      |
| Авив Кохави      | 2 ноября 2014 — 19 марта 2017    |                                                                      |
| Йоэль Стрик      | 19 марта 2017 — 3 апреля 2019    |                                                                      |
| Амир Барам       | 3 апреля 2019 — 11 сентября 2022 |                                                                      |
| Ори Гордин       | 11 сентября 2022—13 августа 2025 |                                                                      |
| Рафи Мило        | с 13 августа 2025                |                                                                      |